# Mike and Jake Among the Cannibals
Mike and Jake Among the Cannibals è un cortometraggio del 1913 diretto da Allen Curtis. Prodotto e distribuito dall'Universal Film Manufacturing Company (con il nome Joker), uscì in sala il 12 novembre 1913.